# Don't Tread on Me (chanson)
Pour le slogan politique, voir Don't tread on me.
Singles de Metallica
Enter Sandman
(1991) The Unforgiven
(1991)
Don't Tread on Me est le sixième titre de l'album Metallica sorti en 1991 par le groupe américain de heavy metal Metallica. Elle est la deuxième chanson de l'album à être sortie en tant que single.

## Production
Le nom de la chanson fait référence au slogan libertarien homonyme, qui signifie « ne me marche pas dessus » (on peut d'ailleurs apercevoir le symbole des libertariens, le serpent à sonnette du Gadsden flag, sur la pochette de l'album). Dans les paroles, le premier verset contient une référence à une citation de Patrick Henry, prononcée lors de la Révolution américaine : « Give me liberty or give me death » (donnez-moi la liberté ou la mort), qui devient ici « Liberty or death, what we so proudly hail ».
Les paroles de la chanson décrivent le serpent à sonnette, emblème des Treize Colonies. Benjamin Franklin a choisi cet emblème à cause des caractéristiques de cet animal : « Il n'attaque jamais tant qu'on ne l'a pas attaqué. Mais une fois attaqué, il ne quitte pas le combat ». Les propos des fans sont divisés au sujet de cette chanson. Certains pensent qu'il s'agit réellement d'une chanson très patriotique dont le message est que le gouvernement des États-Unis ne plaisante pas avec ceux qui essaient de marcher sur leurs plates-bandes. Les autres pensent qu'il s'agit d'une satire de l'armée qui agit brutalement avec des pays qui n'ont jamais directement provoqué les États-Unis. L'album est d'ailleurs sorti durant la guerre du Golfe, mais avant l'invasion du Koweït, et de la chute de l'URSS.
Dans un article publié par Rolling Stone, Hetfield précise que cette chanson est une réaction au ton anti-américain de l'album …And Justice for All. « C'est l'autre face de cela. L'Amérique est un putain de bel endroit. Je pense définitivement cela. Et ce sentiment est venu par de nombreuses tournées. Vous comprenez ce que vous trouvez à propos de certains endroits et vous comprenez pourquoi vous vivez en Amérique, même malgré toutes les choses pourries. C'est quand même le meilleur endroit pour traîner ».
Il déclare également : « Don't Tread on Me, j'aime cette chanson, mais elle a choqué de nombreuses personnes, parce que tout le monde a pensé que c'était une chanson pro-guerre alors qu'ils croyaient que nous étions anti-guerre, alors que tout ce que nous faisons c'est écrire des chansons, nous ne prenons pas position politiquement pour aucun côté. Don't Tread on Me était juste une de ces chansons [signifiant] « fichez-nous la paix », et clairement les références au drapeau et au serpent et avec ce que cela signifie, le tout lié au Black Album noir et à l'image du serpent sur la couverture de l'album, et je pense que c'est formidable de jouer cette chanson en live. Nous sommes là en Europe jouant cela, et les gens ne sont pas consternés par les chansons. Nous ne l'avons pas encore joué en Irak ou en Iran il est vrai ».
Musicalement, James Hetfield confie qu'il n'appréciait pas cette chanson, comme dans une interview donnée en avril 2001 au magazine Playboy : « Il y a quelques chansons là-dedans que je n'aime pas. Don't Tread on Me n'est probablement pas l'une de mes chansons préférées du point de vue musical ».

## Accueil
Don't Tread on Me atteint la 21e place du Billboard Mainstream Rock Tracks aux États-Unis, bien qu'elle ne soit sortie qu'en tant que single promo.